# Appledore (Torridge)

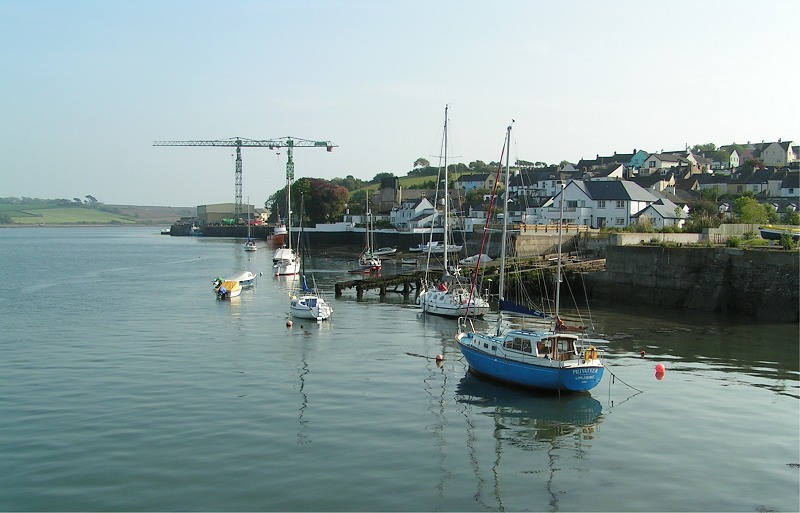
Vista do cais de Appledore, com o estaleiro ao fundo.

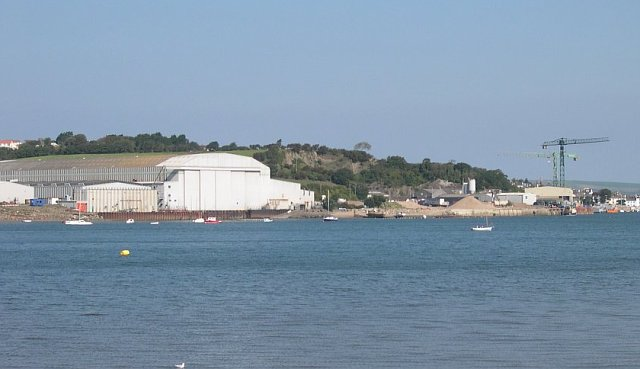
Uma vista do estaleiro de Appledore.

Appledore é um vilarejo localizado no condado de Devon, Inglaterra. Fica na foz do rio Torridge, cerca de 10 quilômetros à oeste de Barnstaple. Possui uma equipe de futebol local, o Appledore F.C..